# (21719) Pasricha
(21719) Pasricha (1999 RR115) – planetoida z pasa głównego asteroid okrążająca Słońce w ciągu 3,77 lat w średniej odległości 2,42 j.a. Odkryta 9 września 1999 roku.